# Xosé Quiroga Suárez
Xosé Quiroga Suárez (Petín, 4 de juliol de 1920 - A Rúa, 18 d'octubre de 2006), fou un metge i polític gallec, segon president de la Xunta de Galícia preautonòmica. Sota el seu mandat es va aprovar l'Estatut d'Autonomia de Galícia de 1981.

## Trajectòria política
Xosé Quiroga pertanyia a una família de tradició de diputats liberal-conservadors. El seu pare, José Quiroga, era metge. Després de llicenciar-se en Medicina el 1943, va descartar la carrera acadèmica i es va fer càrrec de la consulta del seu pare, en la qual treballaria més de mig segle, arribant a atendre-la els dissabtes quan va ocupar càrrecs en la Xunta de Galícia. Va ser alcalde d'A Rúa durant el franquisme, entre 1953 i 1956. Acollint-se a les disposicions de la Llei d'Associacions aprovada pel tardofranquisme, i des de l'àmbit del cooperativisme agrari, va fundar el partit Acció Política Orensana amb Victorino Núñez, durant la transició a Galícia. Aquest grup es va unir posteriorment al Partit Popular de Pío Cabanillas per a acabar integrant-se en la Unió de Centre Democràtic. Fou escollit senador a les constituents de 1977. En aquests comicis va ser el senador més votat de tota Galícia.

### El primer govern de la Junta
Després de la constitució de la Junta preautonòmica (1977), la UCD, majoritària a Galícia, va rebutjar la possibilitat que un galleguista històric la presidís. Després d'haver sopesat l'opció de situar com a president Pío Cabanillas, finalment va nomenar Antonio Rosón Pérez. No obstant això, l'intent del president del Govern, Adolfo Suárez, d'aprovar un estatut amb un conjunt de competències inferior als del País Basc i Catalunya, va provocar un gran malestar a Galícia, que va ser protegida per part de la UCD local i pel president de la Xunta preautonòmica, Antonio Rosón.
La UCD va decidir substituir-lo, i el 1979 Xosé Quiroga va ser nomenat president de la Xunta de Galícia el 9 de juny de 1979 i que va ocupar fins a 1982, temps en el qual es redactà l'Estatut d'Autonomia de Galícia que va entrar en vigor el 1981. Va deixar el seu càrrec el 21 de gener de 1982 davant la convocatòria de les primeres eleccions a la presidència de la Xunta de Galícia, guanyades per Xerardo Fernández Albor (Aliança Popular). En la campanya electoral va pronunciar una frase que resultaria desafortunada: «Que UCD perdi la majoria seria gairebé com canviar el rumb del Amaçones». Fet i fet, la UCD obtindria 24 escons i AP 26.

### Conseller i senador
Durant tots aquests anys va compaginar el seu càrrec de president de la Xunta amb el de senador, on va ser escollit en representació de la UCD per tres cops (1977-1986). Posteriorment, va abandonar la UCD i es va sumar a Coalició Gallega, va formar part de l'operació reformista de Miquel Roca, i posteriorment va ingressar a Aliança Popular, que posteriorment es va transformar en el Partit Popular. Amb la dreta va ser senador en tres legislatures més, va anar també diputat autonòmic i conseller de Sanitat i també de Treball en els governs de Fernández Albor.

## Vida personal
Xosé Quiroga va estudiar el Batxillerat a Monforte de Lemos i després Medicina a la Universitat de Santiago de Compostel·la, on es va llicenciar el 1944. En els anys setanta (1971-1975) va ser president de la cooperativa vinícola Nuestra Señora de las Viñas. Ja retirat de la vida política, Xosé Quiroga va tornar a la seva terra natal i va mantenir obert el consultori mèdic d'A Rúa fins a la seva jubilació, després de mig segle d'exercici de la professió.
Del seu matrimoni amb Julia Gayoso va tenir nou fills. Va ser condecorat amb la medalla de Cavaller de l'Orde del Mèrit Constitucional i amb la Creu de Veneçuela de Francisco Miranda. Era també fill predilecte de Petín.